# Dana Loesch
Dana Lynn Loesch (/læʃ/ LASH; Missouri, 28 de setembro de 1978), é uma apresentadora de rádio e TV estadunidese, mais conhecida por ter sido uma porta voz do influente grupo de lobby de armas de fogo no Estados Unidos, a Associação Nacional de Rifles (National Rifle Association NRA), e da cultua armamentista no país.  Ela é também foi redatora e editora do Breitbart News e apresentadora do programa "Dana" na TheBlaze TV de 2014 a 2017. Atualmente apresenta um talk show de rádio nos dias da semana. Loesch apareceu como convidada em redes de televisão como Fox News, CNN, CBS, ABC e HBO.

## Vida pregressa
Loesch foi criada por sua mãe, Gale, em uma grande família de "Southern Baptists". Ela é descendente de Cherokees na Geórgia, bem como de ascendência irlandesa por meio de sua avó paterna. Ela se formou na "Fox High School" em Arnold, Missouri. Mais tarde, ela frequentou o "St. Louis Community College" em Meramec antes de se transferir para a Webster University para estudar jornalismo. Enquanto estava lá, ela era uma Democrata e trabalhou na campanha de reeleição de Bill Clinton. Após uma gravidez, Loesch largou a faculdade e se casou, tendo seu primeiro filho aos 23 anos. Loesch ficou desiludida com o Partido Democrata após o escândalo Clinton-Lewinsky e o rejeitou totalmente após os ataques de 11 de setembro.

## Carreira na mídia
Depois de deixar a Webster University, Loesch começou a escrever para a St. Louis Magazine, fazendo artigos de notícias investigativas, e começou seu site "Mamalogues". O St. Louis Post-Dispatch publicou o "Mamalogues" como uma coluna online semanal de 2006-2008, ganhando o prêmio "Melhor Colunista de Jornal St. Louis" do Loesch Riverfront Times em 2007. Loesch começou a apresentar seu programa de rádio em 2008; tornou-se um programa diário nacional, "The Dana Show: The Conservative Alternative", na "Radio America" da estação principal KFTK-FM de St. Louis. Em julho de 2008, Loesch foi escolhida como um dos 30 melhores com menos de 30 anos do St. Louis Business Journal. Ela foi reconhecida pelas "Nielsen Ratings" como uma das 50 mais poderosas "mães blogueiras". Em outubro de 2010, Loesch foi contratada para ser o editor-chefe do Big Journalism, um site conservador criado por Andrew Breitbart. Em fevereiro de 2011, a CNN contratou Loesch como um de seus analistas políticos em preparação para a cobertura das eleições de 2012. Em 2009, Loesch co-fundou o movimento Tea Party em St. Louis  junto com seu presidente do conselho, Bill Hennessy. Loesch deixou a organização em dezembro de 2011.
Em 2012, Loesch recebeu o prêmio Accuracy In Media na modalidade "Grassroots Journalism". Ela também foi apresentadora convidada de outros apresentadores de rádio a nível nacional, como Glenn Beck e Michael Savage. Loesch foi adicionada à lista dos top 100 "heavy hitters" da Talkers Magazine em 2012 e chegou à 24ª posição em 2017. Loesch foi a apresentadora da "Conservative Political Action Conference" (CPAC) em 2013. Em janeiro de 2012, Loesch falou em seu programa em defesa dos fuzileiros navais dos EUA, filmando urinando nos cadáveres de combatentes talibãs mortos, comentando que "eu abaixaria as calças e faria isso também. Mas sou eu. Quero um milhão de pontos positivos para esses caras (fuzileiros navais). Isso é difícil de dizer?"
Em dezembro de 2012, após a morte do fundador Andrew Breitbart no início do ano, Loesch processou a empresa controladora de seu ex-empregador, a Breitbart LLC. Loesch alegou em documentos judiciais que o proprietário e operador Breitbart LLC a vinculou a "o que equivale a servidão contratada no limbo" depois que ela disse que foi forçada a rescindir seu contrato como resultado de um ambiente de trabalho hostil. Ela chegou a um acordo não monetário com a Breitbart em 2013.
Em maio de 2013, após uma série de comentários públicos entre Loesch e Piers Morgan no Twitter sobre o assassinato de Lee Rigby (soldado britânico), Morgan prometeu banir Loesch de seu show, "Piers Morgan Live". Loesch voltou ao show em janeiro de 2014 depois que seus produtores, que eram amigos, arranjaram para que Loesch e Morgan resolvessem suas diferenças amigavelmente.
Em 10 de janeiro de 2014, Loesch estreou seu novo programa de TV diário, "Dana", na TheBlaze TV de Glenn Beck. O show contou com a participação regular, como o autor Benjamin Howe e o escritor Brandon Morse. Loesch saiu em novembro de 2017. Em 2016, a KFTK-FM de St. Louis, sua estação de rádio original, deixou de transmitir o seu programa. O programa passou a ser transmitido pela WSDZ logo depois disso.
Durante as primárias presidenciais republicanas de 2016, ela endossou a campanha de Ted Cruz enquanto depreciava a candidatura de Donald J. Trump. No entanto, de acordo com o The Atlantic, desde a eleição de Trump, Loesch se tornou um dos "defensores apaixonados" mais visíveis do governo de Trump.
Em 2016, Loesch rotulou a mídia convencional como "os ratos bastardos da Terra. Eles são o furúnculo na parte de trás da política americana ... Estou francamente feliz em vê-los pisoteados". Quando os vídeos ressurgiram depois do tiroteio na Capital Gazette em Annapolis, Maryland, em 2018, Loesch disse que queria que algumas notícias não fossem divulgadas e não estava encorajando a violência contra jornalistas.
O programa de Loesch, que já havia ido ao ar no mesmo horário que o "The Rush Limbaugh Show" durante os últimos anos da vida de Limbaugh, foi transmitido por várias estações de propriedade da Audacy, Inc., incluindo seu antigo carro-chefe a KFTK, em junho de 2021 após a morte de Limbaugh.

## Na National Rifle Association
Loesch ocupou o cargo de assistente especial do vice-presidente executivo para comunicação pública com a National Rifle Association (NRA) de 2017 até junho de 2019. Ela apresentou The DL na NRA TV até que a NRA encerrou a produção do canal em 25 de junho de 2019, e ela teve destaque em outros vídeos produzidos pela NRA.
As declarações feitas por Loesch em defesa da NRA geraram polêmica e ela recebeu ameaças de morte como resultado.

### Em 2017
Loesch foi destaque em um vídeo online publicado pela National Rifle Association em abril de 2017. No vídeo, Loesch falou sobre um "eles" não especificado e descreveu os protestos contra Donald Trump sob uma luz negativa. Ela continuou: "Eles usam suas estrelas de cinema, cantores, programas de comédia e premiações para repetir sua narrativa continuamente. E então eles usam seu ex-presidente para endossar a resistência ... Para quebrar janelas, queimar carros , fechar interestaduais e aeroportos, intimidar e aterrorizar os cumpridores da lei - até que a única opção que resta seja a polícia fazer seu trabalho e acabar com a loucura ... A única maneira de pararmos isso, a única maneira de salvarmos nosso país e a nossa liberdade é combater esta violência da mentira com o punho cerrado da verdade".
O vídeo, conhecido como "A Violência das Mentiras", foi condenado por alguns comentaristas. DeRay Mckesson, um líder do movimento Black Lives Matter, disse que o anúncio era "um apelo aberto à violência para proteger a supremacia branca". Jon Favreau, um ex-redator de discursos do presidente Obama, chamou o vídeo de "revoltante e assustador". O senador norte-americano Chris Murphy (D, Ct.) Disse: "Acho que a NRA está dizendo às pessoas para atirar em nós. Agora pode ser o momento certo para cancelar sua adesão". A colunista conservadora Anne Applebaum disse que convocou os americanos "para se armar para lutar contra os liberais. A violência está chegando". Uma petição online solicitando que o vídeo fosse removido do Facebook dizia: "O vídeo tenta criar uma narrativa 'nós-contra-eles' e colocar os americanos uns contra os outros. Ela retrata os liberais como mentirosos e violentos, manifestantes indisciplinados contra os quais os proprietários de armas legais precisam de proteção".
Loesch defendeu o anúncio, dizendo que ao contrário, condenava em vez de tolerar a violência. Ela declarou: "Não havia nenhum lugar neste vídeo ... onde eu pedi que alguém se movesse em direção à violência, para silenciar alguém, ou onde eu chamei qualquer pessoa até mesmo para pegar uma arma de fogo e praticar a violência".
Em um segundo vídeo divulgado pela NRA em abril de 2017, Loesch criticou o The New York Times, chamando-o de uma "velha bruxa cinzenta" e um "trapo indigno de confiança e desonesto que subsistiu do bem-estar da mediocridade". Ela declarou: "Estamos acompanhando sua proteção constante de seus senhores democratas, sua recusa em reconhecer qualquer verdade que perturbe a construção frágil que ele acredita ser a vida real". Advertindo que seu vídeo deve ser considerado "um tiro através de seu arco proverbial", ela concluiu: "Vamos apontar um laser em sua chamada 'busca honesta da verdade'. Resumindo, estamos indo atrás de vocês".
Depois que o segundo vídeo recebeu maior atenção em agosto de 2017, Michael Luo, o editor da NewYorker.com, descreveu o vídeo como "surpreendentemente belicoso, mesmo para os padrões da associação". O grupo de imprensa Digital Content Next escreveu uma carta para Loesch no qual dizia: "Noventa e nove pessoas em cem interpretariam esta linguagem sobre 'estamos indo atrás de vocês' como ameaçadora e sugerir o contrário é insincero na melhor das hipóteses e perigoso na pior. Resumindo: não é americano ameaçar jornalistas".
Em outubro de 2017, Loesch falou em outro vídeo para a NRA, dizendo: "Somos testemunhas do ataque mais cruel a um presidente e às pessoas que votaram nele, e ao sistema livre que permitiu que isso acontecesse, na história americana". Ela acrescentou que os críticos de Trump estão tentando "cravar suas adagas no coração do futuro [da América]".

### Em 2018
Em fevereiro de 2018, Loesch disse na "Conservative Political Action Conference": "Muitos na velha mídia adoram tiroteios em massa. Vocês adoram. Agora, não estou dizendo que vocês amam a tragédia. Mas estou dizendo que vocês amam as classificações". Ela criticou a resposta do FBI aos alertas anteriores emitidos sobre o tiroteio na Stoneman Douglas High School e disse que a instituição havia se tornado politizada. Mais tarde naquele mês, Loesch disse que a NRA não tinha responsabilidade em conter a violência armada.
Em março de 2018, Loesch apareceu em um vídeo da NRA no qual ela girava uma ampulheta e dizia a celebridades, políticos e figuras da mídia: "Seu tempo está se esgotando. O relógio começa a marcar agora". Mais tarde, ela disse que o vídeo não tinha a intenção de ameaçar atirar em ninguém.
Em setembro de 2018, ela disse que os tiros do policial em Philando Castile eram justificados.
Em dezembro de 2018, a NRA resolveu uma ação movida contra eles pelo artista Anish Kapoor sobre o vídeo de 2017 "The Violence of Lies", estrelado por Loesch, concordando em remover uma imagem da escultura de Kapoor chamada "Cloud Gate" (popularmente conhecido como "The Bean" ) do vídeo.

### Em 2019
Em junho de 2019, a NRA cortou relações com a Ackerman McQueen, a agência de publicidade responsável pela produção da NRA TV. Loesch posteriormente perdeu seu cargo como porta-voz paga da NRA.

## Vida pessoal
Em 2000, Loesch casou-se com o produtor musical Chris Loesch. Chris se tornou o gerente de Loesch.«Patriot Dame: Dana Loesch, Tea Party co-founder and rising star of conservative talk radio, reporting for duty!». Riverfront Times. 24 de fevereiro de 2010. Cópia arquivada em 22 de outubro de 2010  Os Loesches educaram seus dois filhos em casa por oito anos.

## Livros
- Hands Off My Gun: Defeating the Plot to Disarm America (em inglês). [S.l.]: Center Street (publicado em 21 de outubro de 2014). 2014. 288 páginas. ISBN 978-1-45558-432-1. Consultado em 25 de outubro de 2021[63]
- Flyover Nation: You Can't Run a Country You've Never Been To (em inglês). [S.l.]: Penguin (publicado em 21 de junho de 2016). 2016. 256 páginas. ISBN 978-0-39956-389-8. Consultado em 25 de outubro de 2021[64]
- Grace Canceled: How Outrage is Destroying Lives, Ending Debate, and Endangering Democracy (em inglês). [S.l.]: Simon and Schuster (publicado em 25 de fevereiro de 2020). 2020. 256 páginas. ISBN 978-1-68451-044-3. Consultado em 25 de outubro de 2021[65]